# A remény ereje
A remény ereje (eredeti cím: The Water Man) 2020-ban bemutatott amerikai filmdráma, amelyet Emma Needell forgatókönyvéből David Oyelowo rendezett nagyjátékfilmes rendezői debütálásában. A főszerepekben Oyelowo, Rosario Dawson, Lonnie Chavis, Amiah Miller, Alfred Molina és Maria Bello látható. Oprah Winfrey a Harpo Films nevű cégén keresztül vezető producerként működött közre.
A film világpremierje a Torontói Nemzetközi Filmfesztiválon volt 2020. szeptember 13-án, az Amerikai Egyesült Államokban pedig 2021. május 7-én mutatta be az RLJE Films, Magyarországon DVD-n jelent meg szinkronizálva.

## Rövid történet
Egy fiú útnak indul, hogy megmentse beteg édesanyját, egy mitikus alakot keresve, akinek mágikus gyógyító ereje van.

## Cselekmény
A tizenegy éves Gunner Boone (Lonnie Chavis) leginkább a gondolatainak él; biciklizik, sűrűn meglátogatja a helyi könyvesboltot, hogy egy újabb Sherlock Holmes-történetgyűjteményt vegyen ki, valamint saját grafikus regényén dolgozik, ami egy saját halálát vizsgáló nyomozóról szól. A családja nemrég költözött a városba, és ő az új fiú. Nincsenek barátai. Gunner menekülési hajlamai mélyről fakadnak. Édesanyja, Mary (Rosario Dawson) leukémiás, apja, Amos (David Oyelowo) pedig tengerészgyalogos, aki hosszú időn át távol van otthonától. Amikor Amos hazaérkezik, nem tud kapcsolatot teremteni Gunnerrel. Mogorva és még néha keményen is bánik vele.
Gunner belebotlik egy helyi legendába, ami egy kísérteties lényről szól, akit Vízembernek hívnak. A helyi gyerekek átadják zsebpénzüket egy kék hajú lánynak, Jo-nak (Amiah Miller), aki azzal henceg, hogy nemcsak látta a Vízembert, de még egy sebhely is van a nyakán, ami ezt bizonyítja. Gunner nem véletlenül Arthur Conan Doyle-rajongó. Felkutat egy paranoiás, szenvedélyes temetkezési vállalkozót (Alfred Molina), aki úgy véli, hogy a Vízember a halhatatlanság kulcsa. Gunner ezután kifizeti Jót (egy gyakorlott szélhámost), hogy vigye fel őt arra a hegygerincre, ahol látta a Vízembert. Az útra való élelemmel és ellátmánnyal teli hátizsákokkal a két gyerek elindul a sötét erdőbe.

## Szereplők
| Szerep         | Színész             | Magyar hang      |
| -------------- | ------------------- | ---------------- |
| Amos Boone     | David Oyelowo       | Király Attila    |
| Mary Boone     | Rosario Dawson      |                  |
| Gunner Boone   | Lonnie Chavis       |                  |
| Jo Riley       | Amiah Miller        |                  |
| Jim Bussey     | Alfred Molina       | Törköly Levente  |
| Goodwin seriff | Maria Bello         | Bertalan Ágnes   |
| Chuck          | John Henry Whitaker | Varga Rókus      |
| Vízember       | N/A                 | Schneider Zoltán |

## A film készítése
2015 júniusában jelentették be, hogy David Oyelowo fogja rendezni és készíteni a filmet, amelynek forgatókönyvét Emma Needell írta, Oprah Winfrey pedig a film executive producere lett a Harpo Films égisze alatt, a Walt Disney Studios pedig a forgalmazást vállalta el. Oyelowo eredetileg csak főszereplője és producere akart lenni a filmnek, de miután az eredeti rendező kiszállt, Needell meggyőzte őt, hogy rendezőként debütáljon a projektben. 2019 márciusában bejelentették, hogy Rosario Dawson, Lonnie Chavis, Amiah Miller, Alfred Molina és Maria Bello csatlakozott a film szereplőgárdájához, azonban a Disney már nem vállalta a forgalmazást. Oyelowo elmondta, hogy felkereste Angelina Jolie-t, Nate Parker-t, Joel Edgerton-t és Mel Gibson-t, hogy szerepeljenek az általa rendezett filmben.

## Bemutató
A film világpremierje a Torontói Nemzetközi Filmfesztiválon volt 2020. szeptember 13-án. 2021 februárjában az RLJE Films megszerezte a film amerikai forgalmazási jogait, és 2021. május 7-re tűzte ki a megjelenést, a Netflix pedig a nemzetközi forgalmazást. Ezt követően július 13-án jelent meg a Netflixen.

## Fogadtatás
A Rotten Tomatoes-on a film 71 értékelés alapján 77%-os minősítést szerzett, 6,6/10-es átlagértékeléssel. A Metacritic-on 21 kritikusb 68%-ot adott a 100-ból, a film "általánosságban pozitív kritikákat" kapott.

## Fordítás
- Ez a szócikk részben vagy egészben  a   The Water Man (film) című angol Wikipédia-szócikk fordításán alapul.  Az eredeti cikk szerkesztőit annak laptörténete sorolja fel. Ez a jelzés csupán a megfogalmazás eredetét és a szerzői jogokat jelzi, nem szolgál a cikkben szereplő információk forrásmegjelöléseként.